# Јерменска револуционарна федерација
Јерменска револуционарна федерација (ЈРФ; јерм. Հայ Յեղափոխական Դաշնակցութիւն, ՀՅԴ), позната и као Дашнакцутјун (краћи облик Дашнак), јерменска је националистичка и социјалистичка политичка странка основана 1890. године у Тифлису у Руској Империји (данас Тбилиси, Грузија), а основали су је Христофор Микаелјан, Степан Зорјан и Симон Заварјан. Данас странка дјелује у Јерменији, и земљама у којима постоји јерменска дијаспора. као дио коалиције Савез 8. марта.
ЈРФ је традиционално заговарала демократски социјализам и пуноправна је чланица Социјалистичке интернационалне од 2003. године, којој је првобитно придружила 1907. Има најбројније чланство међу политичким стракама присутним у јерменској дијаспори, а упоставила је подружнице у више од 20 земаља. У поређењу са другим јерменским странкама које су углавном фокусиране на образовне или хуманитарне пројекте, ЈРФ је политички оријентисана организација и традционално је била најупорнији присталица јерменског национализма. Странка води кампању за признање геноцида над Јерменима и право на репарацију. Заговара и успостављање Уједињене Јерменије, дјелимично засноване на Севрском споразуму из 1920. године.
ЈРФ је постала активна унутар Османског царства почетком 1890-их са циљем окупљања различитих мањих скупина које су се залагале за реформу и одбрану јерменских села од масакара који су били често у неким претежном јермснким областима земље. Чланови ЈРФ-а су основали федаји скупине које су браниле јерменске цивиле путем оружаног отпора. Дашнаци су такође радили на ширем циљу стварања „слободне, независне и уједињене” Јерменије, иако су понекад циљ остављали по страни ради реалнијег достигнућа, као што је заговарање аутономије.
Странка је 1918. године била инструмент у стварању Демократске Републике Јерменије, која је пала под совјетске комунисте 1920. Након што су комунисти протјерали руководство, ЈРФ је наставила да постоји у заједницама јерменске дијаспоре, гдје је помогла Јерменима да очувају свој културни идентитет. Након распада Совјетског Савеза, вратила се у Јерменију, гдје сада има улогу минорне странке.  Прије избора Сержа Саргсјана за предсједника Јерменије и недуго послије тога, ЈРФ је била чланица владајуће коалиције, иако је на предсједничким изборима имала свог кандидата.
ЈРФ је поново ушла у Саргсјанов кабине у фебруару 2016. године, што је дефинисано као „дугорочна политичка сарадња” споразумом са Републиканом странком Јерменије што је значило да ће ЈРФ дијелити одговорност за све владине политике. ЈРФ је тада одобрио Саргсјанову номинацију за предсједника Владе, на коју је поднијео оставку шест дана касније усљед великих антивладиних протеста. До вечери 25. априла 2018. године, ЈРФ се повукла из коалиције.
Након револуције, странка је изгубила подршку у јавном мнењу Јерменије и сада према анкетама има подршку 1—2%. Странка је изгибла политичку заступњеност послије парламентарних избора 2018. године, на којима је стекла 3,89% гласова, што је ниже од минималног прага од 5% који је потребан за улазак у скупштину.